# Въображаемата котка
„Въображаемата котка“ (на корейски: 상상고양이, на английски: Imaginary Cat) е южнокорейски телевизионен сериал от 8 епизода с участието на Ю Сънг Хо. Излъчва се по кабелната мрежа MBC Every 1 всеки вторник в 20:50 ч. (KST) от 24 ноември 2015 г. до 12 януари 2016 г.

## Сюжет
Сериалът разказва историята на Хьон Джонг Хьон, студент, работещ на непълен работен ден в книжарница, и неговия довереник, бездомна котка на име Бокгил.
Въпреки че има много мечти за постигане в списъка си, най-голямата, от които е да бъде писател на онлайн комикси, Джонг Хьон преминава през много проблеми поради упоритите си и егоцентрични идеи.

## Актьорски състав
- Ю Сънг Хо – Хьон Джонг Хьон
- Хан Йе Ри – гласът на котката Бокгил
- Чо Хе Чонг – О На У
- Пак Чул Мин – Ма Джу Им
- И Ел – Док Го Сун
- Ким Мин Сок – Юк Хе Конг